# 라데츠키 행진곡
라데츠키 행진곡(Radetzky March, 문화어: 라데쯔끼 행진곡)은 요한 슈트라우스 1세가 작곡하여 요제프 라데츠키 장군에게 헌정한 곡이다. 1848년 8월 31일 빈에서 초연되었다.

## 기원
육군 원수 요한 요제프 벤첼 백작 라데츠키 폰 라데츠는 여러 전투에서 1848년의 이탈리아 국민혁명을 패배시킨 군사 작전을 지휘하였다. 산타 루치아(5월 6일), 비첸차(6월 10일), 쿠스토차(1848년 7월 22~26일)에서 승리한 후 이탈리아의 용감한 군대를 기리고 부상당한 전사들을 돕기 위한 승리 축하 행사가 1848년 8월 31일, 빈의 바서글라시스(Wasserglacis)에서 열렸다. 당시 도시 성벽을 둘러싸고 있던 공지는 현재 링슈트라세 대로와 시립 공원으로 덮여 있다. 이곳에서 요한 슈트라우스 1세와 그의 오케스트라가 이 행사를 위해 작곡한 라데츠키 행진곡의 초연을 펼쳤으며, 피아노판 제목 페이지에는 '위대한 총사령관을 기리기 위해, 황제 겸 국왕 군대에 헌정되었다 '라는 문구를 볼 수 있고, 월계관과  군대 부호와 함께 액자에 넣어진 라데츠키의 초상화도 있다.

## 참고 문헌
- https://archive.today/20220107161302/https://www.johann-strauss.at/forschung/forschungssplitter/radetzky-marsch-entstehung/